# Сусеньйос I
Сусеньйос, Сизиній (амх. ሱስንዮስ)— імператор Ефіопії з Соломонової династії.

## Правління
Перші три роки його правління позначились постійними смутами; деякий час йому довелось навіть жити у галла. Негус постійно вів війни та придушував повстання; відбивав навали галла та заспокоював фалаша. Сусеньйос поширив свій вплив на північ до Албаси й Така, на південь — до Енаргі. Водночас, щоб утриматися на престолі, Сизиній охоче йшов на поступки володарям провінцій і місцевій знаті, а державні посади роздавав зазвичай родичам, насамперед братам. Відносини імператора з церквою при цьому залишалися напруженими.
Сусеньйос постійно закликав європейських монархів надати йому допомогу для захисту від «невірних» і ворогів всередині власної держави. Але на Заході до скарг далекого володаря в цей час ставилися здебільшого скептично. Імператор дозволив католикам проповідувати в своїх володіннях, відновив богословські диспути за участю єзуїтів і зрештою таємно перейшов до католицтва — разом з найближчими родичами, повідомивши про це лише папу римського та іспанського короля. Але невдовзі про це дізнався патріарх Симон, який відлучив Сусеньйос від церкви і закликав співвітчизників усунути «єретика» від влади. Проте військо, зібране Симоном, було розгромлене в бою, а сам патріарх загинув.
Після перемоги єзуїти лише посилили свій вплив на імператора, який був вдячний їм за те, що вони збудували для нього кілька кам'яних мостів і палац. В країні почали запроваджувати католицькі обряди — попри те, що вони були не знайомі місцевим християнам і часто викликали в них відразу. Було скасовано вшанування суботи, змінений календар постів, заохочували вживання заячини та свинини. Від ефіопів, навіть представників знаті вимагали ставати на коліна перед католицьким очільником. Католицизм поширювали і серед оточуючих племен. Проте після того, як Сусеньйос офіційно оголосив про підпорядкування ефіопської церкви папі римському, в країні спалахнуло нове повстання. Опозиція імператорському курсу виникла навіть при дворі. На чолі її став рідний син імператора Фасілідес.
Покинутий навіть найближчими родичами, Сусеньйос проголосив у країні свободу віросповідання. А в 1632 році визнав помилки, розкаявся і зрікся престолу. Новим імператором став Фасілідес.